# Melbourne Sports and Aquatic Centre

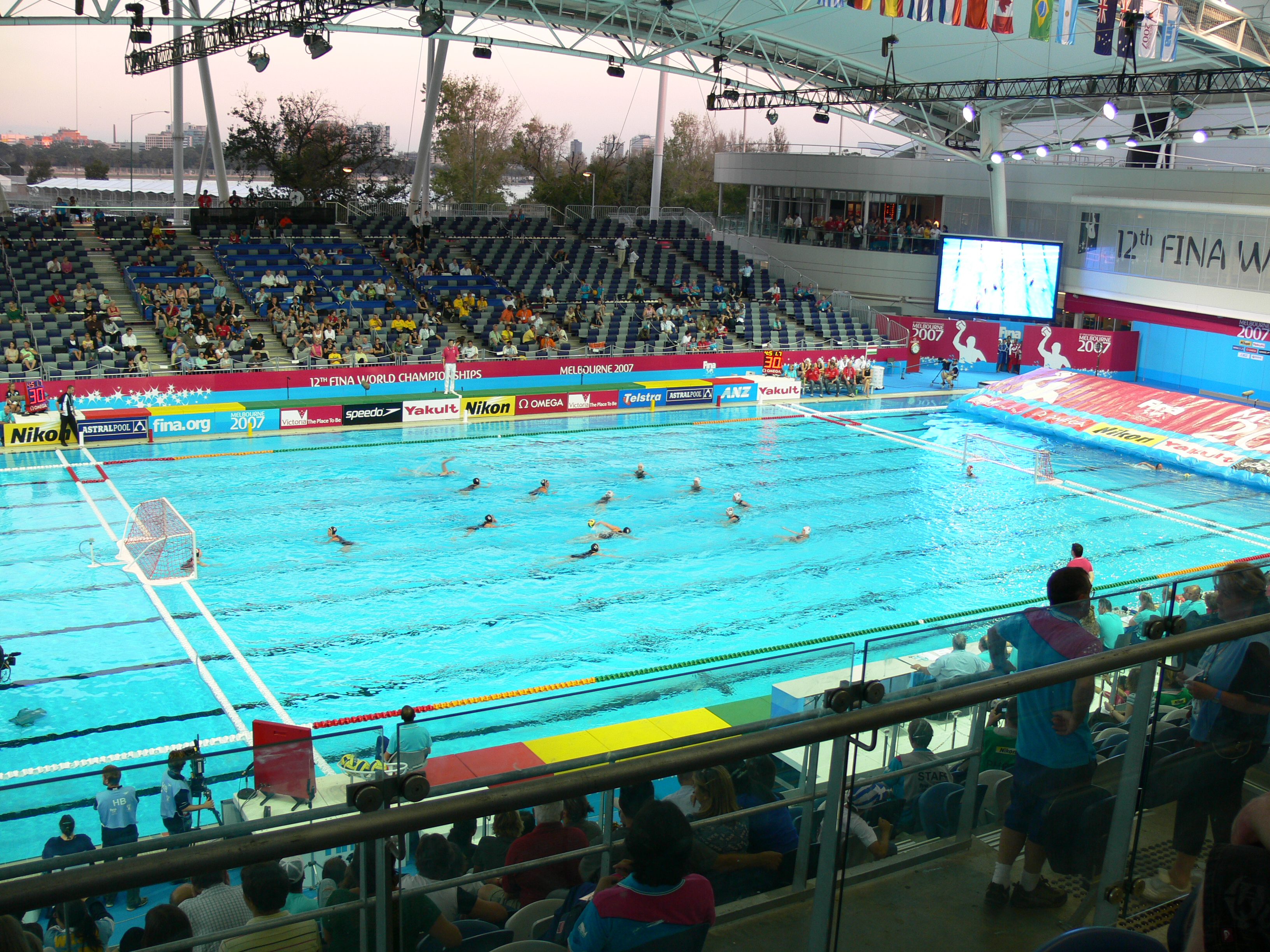
Sport and Aquatic Center während der Schwimm-WM 2007

Das Melbourne Sports and Aquatic Centre (MSAC) gilt als größte und modernste Wettkampfstätte Australiens und der Bau kostete 65 Mio. AUD. Die Kosten trugen der Bundesstaat Victoria und das lokales Verwaltungsgebiet Port Phillip City. Es liegt in der Innenstadt Melbournes im Albert Park (Port Phillip City) und wurde im Juli 1997 eröffnet. Im Sportzentrum sind zwei 50-m-Becken, eins in der Halle und eins im Freien, eine Anlage für das Wasserspringen, ein Squash-Center, Tischtennis- und Badmintonhallen sowie ein Basketball- und Netball-Court integriert. Während der Schwimmweltmeisterschaften 2007 war das MSAC Gastgeber der Wasserballturniere und der Wettbewerbe im Wasserspringen. 2006 wurden hier die Wettkämpfe im Schwimmen, Wasserspringen, Squash und Tischtennis der Commonwealth Games ausgetragen. Dafür wurde das MSAC im Jahr zuvor erweitert. Das Aquatic Centre bietet 3000 Plätze. Zu den Commonwealth Games 2006 wurde es temporär auf 10.000 Plätze ausgebaut. Im Dezember 2022 war das Centre Austragungsort der Kurzbahnweltmeisterschaften.
Seit der Eröffnung 1997 begrüßte das MSAC mehr als elf Millionen Gäste in seinen Hallen, unter ihnen auch zahlreiche Formel-1-Fans, da das MSAC direkt am Albert Park Circuit gelegen ist.